# Gibsonia
Gibsonia är ett släkte av svampar. Gibsonia ingår i familjen Ceratostomataceae, ordningen Melanosporales, klassen Sordariomycetes, divisionen sporsäcksvampar och riket svampar.
|          | Microthecium                          |
|          |                                       |
|          | Sphaerodes                            |
|          |                                       |
|          | Sphaeroderma                          |
|          |                                       |
|          | Melanospora                           |
|          |                                       |
|          | Ceratostoma                           |
|          |                                       |
|          | Gonatobotrys                          |
|          |                                       |
|          | Vittatispora                          |
|          |                                       |
|          | Syspastospora                         |
|          |                                       |
|          | Rhytidospora                          |
|          |                                       |
|          | Pteridiosperma                        |
|          |                                       |
|          | Harzia                                |
|          |                                       |
|          | Proteophiala                          |
|          |                                       |
|          | Erostrotheca                          |
|          |                                       |
| Gibsonia | \| \| Gibsonia phaeospora \| \| \| \| |
|          | \| \| Gibsonia phaeospora \| \| \| \| |
|          | Persiciospora                         |
|          |                                       |
|          | Pustulipora                           |
|          |                                       |
|          | Arxiomyces                            |
|          |                                       |
|          | Gibsonia phaeospora                   |
|          |                                       |

|  | Gibsonia phaeospora |
|  |                     |